# Alexander von Nordmann
Alexander von Nordmann (Alexander Davidovič von Nordmann) (Ruotensalmi, nu: Kotka, Finland, 24 mei 1803 – Turku, 25 juni 1866) was een Finse bioloog.

## Biografie
Alexander von Nordmann werd in Finland geboren. Hij studeerde in Turku en in Berlijn en promoveerde als doctor in de geneeskunde. In 1832 werd hij docent plant- en dierkunde en aan het Richelieulyceum in Odessa en twee jaar later conservator van de botanische tuin in Odessa. Von Nordmann stichtte een hogeschool voor de tuinbouw met een speciale afdeling die zich bezighield met de teelt van de witte moerbei en de zijdevlinder.
Verder werd hij vooral bekend om zijn onderzoek naar de flora en fauna in Zuid-Rusland, de Kaukasus en de Balkan. Een groot aantal planten uit dat gebied werden door hem voor het eerst beschreven.
Von Nordmann beschreef vooral planten en ongewervelde dieren. Er zijn zeven soorten vogels die door hem zijn beschreven, waaronder de zeldzame gevlekte groenpootruiter. Als eerbetoon aan hem is de steppevorkstaartplevier (G. nordmanni) naar hem vernoemd. Bovendien is de nordmann-spar (Abies nordmanniana) naar hem genoemd. Deze boom is populair als kerstboom en werd door Nordmann in 1835 in het huidige Georgië ontdekt.
- Author citation (botany): Nordm.
- Stuttgart Database of Scientific Illustrators 1450–1950: 9287
- Gemeinsame Normdatei: 117056529
- International Standard Name Identifier: 0000 0001 2280 477X
- Library of Congress Control Number: nr90024756
- Nederlandse Thesaurus van Auteursnamen: 245559493
- LIBRIS: 242530
- Système universitaire de documentation: 145012204
- Trove: 1090884
- Virtual International Authority File: 57382565
- WorldCat: E39PBJkhMthRfmYRjXVDgqk4bd